# Chrysochlamys skutchii
Chrysochlamys skutchii är en tvåhjärtbladig växtart som beskrevs av B. E. Hammel. Chrysochlamys skutchii ingår i släktet Chrysochlamys och familjen Clusiaceae. Inga underarter finns listade i Catalogue of Life.